# ألبانو سانت أليساندرو
ألبانو سانت أليساندرو (بلهجة برغاماسك: 'Lbà Sant' Alissand) هي بلدية تقع في مقاطعة بيرغامو، في لومبارديا، إيطاليا.
يتكون شعار بلدية ألبانو سانت أليساندرو من نجمة فضية على خلفية صفراء على الجانب الأيسر، وجندي ذهبي يمثل القديس ألكسندر بيرغامو على خلفية حمراء على الجانب الأيمن.

## البلديات المحيطة
- تور دي روفيري
- سان باولو دارغون
- مونتيلو
- بانياتيكا
- بروسابورتو
- سيرييت
- بدرينغو

## روابط خارجية
- ألبانو سانت أليساندرو
- Ciriguarda.info: موقع المجتمع المحلي الذي أنشأه سكان ألبانو سانت أليساندرو